# Ray Bradbury
Ray Douglas Bradbury (Waukegan, 22 agosto 1920 – Los Angeles, 5 giugno 2012) è stato uno scrittore e sceneggiatore statunitense, innovatore del genere fantascientifico.

Firma di Ray Bradbury

Fu autore di alcuni classici della letteratura fantascientifica come Cronache Marziane e Fahrenheit 451.

## Biografia
Nacque a Waukegan, nell'Illinois, il 22 agosto del 1920, figlio di Leonard Spaulding Bradbury, un operaio elettrico statunitense di origini inglesi, e di Esther Bradbury (nata Moberg), una casalinga svedese. Nel 1934, durante la Grande depressione, a causa della quale il padre rimase disoccupato, si trasferì con la propria famiglia in California, dove scoprì il mondo della fantascienza, tanto da iniziare a scrivere alcuni racconti sulle riviste del settore. Tra le sue prime opere si contano anche racconti polizieschi e noir.
Nel 1950 raccolse in un unico volume le sue Cronache marziane, che ottennero un vasto successo internazionale. L'anno successivo seguì il romanzo breve Gli anni del rogo (The Fireman) sulla rivista Galaxy Science Fiction, espanso nel 1953 nel capolavoro per cui è maggiormente ricordato, Fahrenheit 451, una sorta di elogio alla lettura ambientato in una società distopica, da cui fu tratto un film omonimo diretto da François Truffaut.
Negli anni successivi Bradbury intraprese la carriera di sceneggiatore cinematografico, iniziata con Moby Dick, la balena bianca di John Huston, senza però dimenticare la sua carriera di romanziere. Si ricordano infatti Il grande mondo laggiù, Io canto il corpo elettrico!, Paese d'ottobre, Il popolo dell'autunno, Viaggiatore del tempo, l'ambizioso giallo Morte a Venice e il più leggero Il cimitero dei folli e Le auree mele del sole.
Nel 2006 è stato insignito del titolo di duca di Diente de León (un riferimento al romanzo Dandelion Wine) dal sovrano del Regno di Redonda. Negli ultimi anni della sua vita si dimostrò sfavorevole ai libri in formato elettronico, tanto da impedire che le proprie opere venissero pubblicate in forma digitale. Solo nel 2011 ha consentito di pubblicare in formato elettronico il suo romanzo di maggior successo, Fahrenheit 451, sostenendo comunque di preferire il formato cartaceo.
È morto all'età di 91 anni il 5 giugno 2012 a Los Angeles, nella villa dove si era ritirato.

## Opere

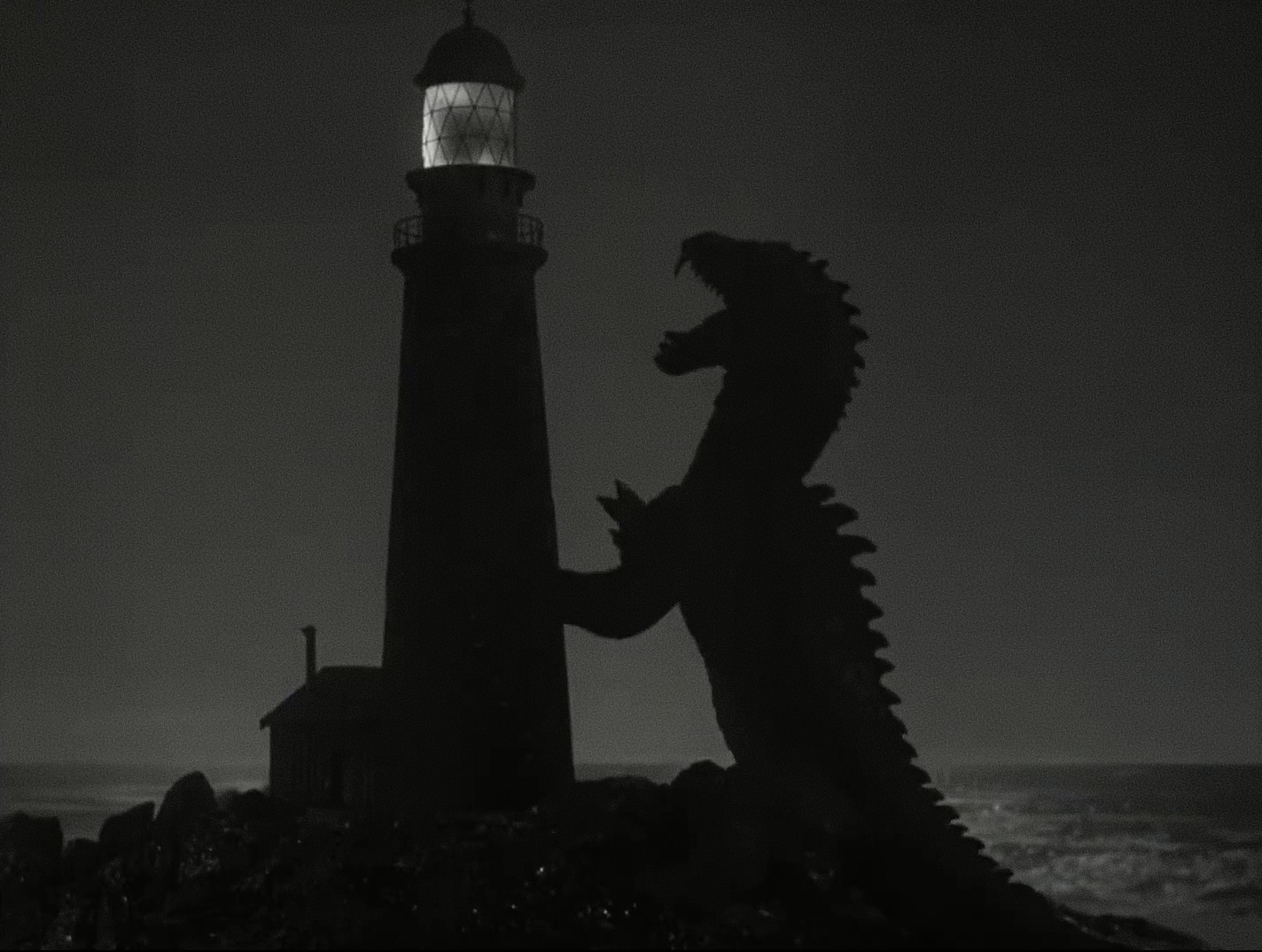
Una scena di Il risveglio del dinosauro (1953), basata sul racconto La sirena di Bradbury

- La scampagnata d'un milione di anni (The Million Year Picnic, 1946)
- Cronache marziane (The Martian Chronicles, 1950)
- Il gioco dei pianeti (The Illustrated Man, 1951) – Antologia (altro titolo: L'uomo illustrato)
- Fahrenheit 451 o Gli anni della fenice (The Fireman, 1951)
- Le auree mele del sole (The Golden Apples of the Sun, 1953) – Antologia, ed. it.: SFBC 1964, tr. Roberta Rambelli
- Paese d'ottobre (The October Country, 1955) – Antologia
- L'estate incantata 1957: (Dandelion Wine, 1957)
- La fine del principio (A Medicine for Melancholy, 1959) – Antologia
- Il popolo dell'autunno, Collana Galassia n. 82, Ed. La tribuna, Piacenza 1967 (Something Wicked This Way Comes, 1962)
- Le macchine della felicità (The Machineries of Joy, 1964) – Antologia
- Io canto il corpo elettrico! (I Sing the Body Electric!, 1969) – Antologia (altro titolo: Io canto il corpo elettrico!)
- Il meraviglioso vestito color panna e altre commedie (The Wonderful Ice Cream Suit and Other Plays, 1972) – Antologia
- L'albero di Halloween (The Halloween Tree, 1972)
- Molto dopo mezzanotte (Long After Midnight, 1975) – Antologia
- Fahrenheit 451 - Adattamento teatrale (Fahrenheit 451 - Stage Adaptation, 1979), Elliot Edizioni, tr. Monica Capuani e Daniele D'Angelo
- Dinosauri (Dinosaur Tales, 1983) – Antologia
- 34 racconti, 1984 – Antologia (altro titolo: Il grande mondo laggiù)
- Omicidi di annata (A Memory of Murder, 1984) – Antologia
- Morte a Venice (altro titolo: La morte è un affare solitario), Rizzoli, tr. Giuseppe Lippi (Death Is a Lonely Business, 1985)
- Lo Zen nell'arte della scrittura (Zen in the Art of Writing, 1986) – non-fiction
- Viaggiatore del tempo (The Toynbee Convector, 1988) – Antologia
- Il cimitero dei folli (altro titolo: La follia è una bara di cristallo), Rizzoli, tr. Andrea Terzi (A Graveyard for Lunatics, 1990)
- Verdi ombre, balena bianca (Green Shadows, White Whale, 1992)
- I fiori di Marte (Quicker than the Eye, 1996) – Antologia
- Ahmed e le Macchine dell'Oblio (Ahmed and the Oblivion Machines: A Fable, 1998)
- Ritornati dalla polvere, Mondadori, traduzione Giuseppe Lippi (From the Dust Returned, 2001)
- Tangerine (One More for the Road, 2002) - Antologia
- Constance contro tutti, Mondadori, tr. Giuseppe Lippi (Let's All Kill Constance, 2002)
- Il pigiama del gatto : racconti inediti e ritrovati (The Cat's Pajamas, 2005), Mondadori 2014, tr. Giuseppe Lippi - Antologia
- Addio all'estate, Mondadori, tr. Giuseppe Lippi (Farewell Summer, 2006)
- Ricordare Parigi (We’ll always have Paris, 2009) - Antologia
- Accendi la notte, Gallucci, 2011, tr. Carlo Fruttero
- Era una gioia appiccare il fuoco. I racconti di Fahrenheit 451, Mondadori, 2011
- Ora e per sempre (Now and Forever, 2012), Mondadori, tr. Tania Di Bernardo – Antologia
- Cento racconti. Autoantologia 1943-1980, Mondadori, 2013 - Antologia
- Siamo noi i marziani. Interviste (1948-2010), Bietti, 2015, tr. Tania Di Bernardo - Interviste

### Sceneggiatore
- Destinazione... Terra! (It Came from Outer Space), regia di Jack Arnold (1953)
- Moby Dick, la balena bianca (Moby Dick), regia di John Huston (1956)
- Ai confini della realtà - serie TV, episodio 3x35 (1962)

## Omaggi
- Il 22 giugno 2012 viene caricato su YouTube il video musicale della canzone del noto disc jockey canadese deadmau5 The Veldt, la quale è un omaggio alla memoria dello scrittore statunitense e che raggiunge un discreto successo a livello mondiale.
- Il 22 agosto 2012 gli scienziati della NASA coinvolti nel progetto Mars Science Laboratory hanno dato il nome di Bradbury Landing[3] all'area dell'atterraggio su Marte del rover Curiosity, avvenuto il 6 agosto 2012.